# Brandon Rush
Brandon Leray Rush (Kansas City, 7 luglio 1985) è un ex cestista statunitense.

## Carriera
Fu tredicesima scelta dei Portland Trail Blazers al Draft NBA 2008, che la sera stessa cedettero i diritti su di lui agli Indiana Pacers.

## Statistiche

### College
| Anno       | Squadra         | PG  | PT  | MP   | TC%  | 3P%  | TL%  | RP  | AP  | PRP | SP  | PP   |
| ---------- | --------------- | --- | --- | ---- | ---- | ---- | ---- | --- | --- | --- | --- | ---- |
| 2005-2006  | Kansas Jayhawks | 33  | 33  | 31,7 | 47,4 | 47,2 | 76,1 | 5,9 | 2,0 | 0,9 | 0,7 | 13,5 |
| 2006-2007  | Kansas Jayhawks | 38  | 38  | 32,5 | 44,3 | 43,1 | 68,1 | 5,6 | 2,0 | 0,4 | 0,9 | 13,8 |
| 2007-2008† | Kansas Jayhawks | 38  | 30  | 29,7 | 43,5 | 41,9 | 77,9 | 5,1 | 2,1 | 0,8 | 0,8 | 13,3 |
| Carriera   | Carriera        | 109 | 101 | 31,3 | 44,9 | 43,5 | 73,3 | 5,5 | 2,0 | 0,7 | 0,8 | 13,6 |

### NBA

#### Regular Season
| Anno       | Squadra            | PG  | PT  | MP   | TC%  | 3P%  | TL%  | RP  | AP  | PRP | SP  | PP  |
| ---------- | ------------------ | --- | --- | ---- | ---- | ---- | ---- | --- | --- | --- | --- | --- |
| 2008-2009  | Indiana Pacers     | 75  | 19  | 24,0 | 42,3 | 37,3 | 69,7 | 3,1 | 0,9 | 0,5 | 0,5 | 8,1 |
| 2009-2010  | Indiana Pacers     | 82  | 64  | 30,4 | 42,3 | 41,1 | 62,9 | 4,2 | 1,4 | 0,7 | 0,8 | 9,4 |
| 2010-2011  | Indiana Pacers     | 67  | 21  | 26,2 | 42,1 | 41,7 | 75,5 | 3,2 | 0,9 | 0,6 | 0,5 | 9,1 |
| 2011-2012  | G.S. Warriors      | 65  | 1   | 26,4 | 50,1 | 45,2 | 79,3 | 3,9 | 1,4 | 0,5 | 0,9 | 9,8 |
| 2012-2013  | G.S. Warriors      | 2   | 0   | 12,5 | 66,7 | 0,0  | 66,7 | 0,5 | 1,0 | 0,0 | 0,0 | 7,0 |
| 2013-2014  | Utah Jazz          | 38  | 0   | 11,0 | 33,3 | 34,0 | 60,0 | 1,2 | 0,6 | 0,1 | 0,2 | 2,1 |
| 2014-2015† | G.S. Warriors      | 33  | 0   | 8,2  | 20,4 | 11,1 | 45,5 | 1,2 | 0,4 | 0,2 | 0,4 | 0,9 |
| 2015-2016  | G.S. Warriors      | 72  | 25  | 14,7 | 42,7 | 41,4 | 64,3 | 2,5 | 0,8 | 0,3 | 0,3 | 4,2 |
| 2016-2017  | Minnesota T'wolves | 47  | 33  | 21,9 | 37,4 | 38,6 | 72,2 | 2,1 | 1,0 | 0,5 | 0,5 | 4,2 |
| Carriera   | Carriera           | 481 | 163 | 22,0 | 42,6 | 40,2 | 70,6 | 2,9 | 1,0 | 0,5 | 0,5 | 6,8 |

#### Playoffs
| Anno     | Squadra        | PG | PT | MP   | TC%  | 3P%  | TL%  | RP  | AP  | PRP | SP  | PP  |
| -------- | -------------- | -- | -- | ---- | ---- | ---- | ---- | --- | --- | --- | --- | --- |
| 2011     | Indiana Pacers | 5  | 0  | 11,0 | 46,2 | 75,0 | 50,0 | 1,4 | 0,6 | 0,2 | 0,2 | 3,2 |
| 2015†    | G.S. Warriors  | 3  | 0  | 2,3  | 16,7 | 50,0 | -    | 1,0 | 0,0 | 0,0 | 0,0 | 1,0 |
| 2016     | G.S. Warriors  | 14 | 0  | 7,9  | 45,0 | 33,3 | 50,0 | 1,6 | 0,2 | 0,1 | 0,1 | 1,6 |
| Carriera | Carriera       | 22 | 0  | 7,8  | 41,0 | 44,4 | 50,0 | 1,5 | 0,3 | 0,1 | 0,1 | 1,9 |

## Palmarès
- Campione NCAA (2008)
- Campionato NBA: 1

Golden State Warriors: 2015